# عربشاه درق (کلیبر)
عربشاه درق (به ترکی آذربایجانی: دره حرفشه) یکی از روستاهای استان آذربایجان شرقی است که در دهستان ییلاق بخش مرکزی شهرستان کلیبر واقع شده‌است.